# Togo en los Juegos Paralímpicos de Río de Janeiro 2016
Togo estuvo representado en los Juegos Paralímpicos de Río de Janeiro 2016 por un deportista masculino. El equipo paralímpico togolés no obtuvo ninguna medalla en estos Juegos.